# ハッセ・フレベリ
ハッセ・フレベリ（Hans Fröberg、1964年1月4日 - ）は、スウェーデンのミュージシャン、ソングライター。ザ・フラワー・キングスやHFMCのヴォーカリスト、ギタリストとして知られる。80年代はヘヴィメタル・バンド、スペルバウンドで活動していた。ハスキーな声質で、柔らかなハイトーンと、アグレッシヴなシャウトを使い分ける。クニヴスタ(Knivsta)出身。

## 経歴

### デビューまで
10歳頃から地元の友人達とバンド活動を始める。当初ギターとドラムを演奏していたが、周りに歌いたがるメンバーがいなかったため、ヴォーカルもこなすようになった。 12歳の時にシン・リジィのコンサートを見てミュージシャンになることを決意。  トマス・アンダション(Thomas Andersson: 通称トムソン(Thomsson))（ベース） と共にHumpty Dumpty、Rampljud等のバンドで活動し、二人はオリジナルのハードロックを中心に演奏するバンドを結成するべく、当時ウプサラを中心に活動していたAgaziaに在籍していたアルフ・ストランドベリ(Alf Strandberg)（ギター）、ウーラ・ストランドベリ(Ola Strandberg)（ドラム）の兄弟とスペルバウンドを結成、のちにAgaziaのメンバーだったJJ マーシュ(JJ Marsh)（ギター）が合流し、5人編成になる。

### スペルバウンド (Spellbound)
スウェーデンのレコード会社Sonet主催のコンテストに優勝し、バンドはレコード契約を獲得した。1984年にリリースされた1stアルバム『Breaking the Spell』は、フックのあるメロディにツインギターハーモニー、そしてテクニカルなギターソロを聴かせ、Kerrang!誌で高く評価された。ヨーロッパの成功で北欧メタルに注目が集まる中、日本の雑誌でも取り上げられた。しかしハッセは1984年10月から、当時男子の義務だった兵役に服していた為、思うようにバンド活動ができなかった。1985年にはVic Maileのプロデュースで『Rockin’ Reckless』を制作し、同年10月に発表。しかし1986年、バンドはSonetとの契約を失い、アルフが脱退してしまう。4人編成でデモを作りながら活動を続けるが、1989年にバンドは解散。当時作られたデモ音源の一部は『Spellbound』(1997)にまとめられている。
2002年、アルフを除く4人は3曲入りのデモを制作する。しかしハッセはザ・フラワー・キングス、JJ マーシュはグレン・ヒューズとの活動が忙しく、本格的な活動再開までには至らなかった。再結成ライブを何度か単発的に行っており、最近の再結成ライブは2014年9月。『Breaking the Spell』リリース30周年という名目で、ウプサラで開催された。

### ソリッド・ブルー (Solid Blue)
スペルバウンド解散後、ハッセはソリッド・ブルーを結成する。ヘヴィメタルではなく、キャッチーなブルース寄りのロックを目指した。バンドは1991年Rock-SM (スウェーデン語)というコンテストで優勝を果たし、レコード契約を獲得した。ところがレコード会社が破産してしまい  、なかなかアルバムを制作することはできなかった。ツアーを続けながら1994年、ロイネ・ストルトのレーベルFoxtrotから『Vol. III』を発表。アルバムにはロッド・スチュワートが歌う”In A Broken Dream” (Python Lee Jackson)のカヴァーが収録されている。リリース後もバンドは国内外をツアーするが、1996年頃に活動停止。2005年に一度再結成ライブを行っている。

### ザ・フラワー・キングス (The Flower Kings)
ロイネ・ストルトが1994年に発表したソロ作『ザ・フラワー・キング』と、ロイネが結成したシンフォニック・ロック・バンド、ザ・フラワー・キングスの2ndアルバム『レトロポリス』(1996)で、ハッセはヴォーカリストとしてゲスト参加した。3rd『スターダスト・ウィ・アー』から正式メンバーとなり、現在まで在籍。当初は歌う時だけ呼ばれて歌うような形だったが、「Paradox Hotel」(2006)からは、ギタリストとしてもレコーディングに参加するようになった。ステージでは歌とギターの他に、タンバリンやマラカスなどのパーカッション類を演奏することもある。緻密で壮麗なサウンドと共に、ロイネとハッセの美しいヴォーカルハーモニーは、バンドの特徴の一つになっている。ハッセはバンドに”Magic Pie”、”Life will Kill You”等の曲も提供している。

### ハッセ・フレベリ・アンド・ミュージカル・コンパニオン (Hasse Fröberg and Musical Companion)
バンド名が長いので「HFMC」と省略されることが多い。
ザ・フラワー・キングスが活動停止状態にあった2008年頃から、ハッセは書きためていた曲を発表するプロジェクトを具体化させる。最終的にメンバーはトムソン（ベース）、ウーラ・ストランドベリ（ドラム）のスペルバウンド組と、グレン・ヒューズやマイケル・シェンカー等と共演経験があるシェル・ハラルドソン(Kjell Haraldsson)（キーボード）、そして若手のギタリスト、アントン・リンドフェー(Anton Lindsjö)とHFMCを結成した。2010年にデビュー作『FuturePast』を発表。ハッセが影響された音楽でそのまま構成されたような、シンフォニック・プログレとハードロックが共存するような音楽で、時々Thin Lizzyを彷彿させるツインギターのハーモニーを披露する。続けて同じメンバーで『Powerplay』(2012)、『HFMC』(2015)をリリース。『HFMC』はアレンジの複雑さやシンフォニック度が増した作品になっている。2016年4月にウプサラの劇場Reginateaternにて、DVD制作のためのライブを行い、『No Place Like Home』というタイトルで2017年9月にリリースされた。
2019年9月に4枚目のアルバム『Parallel Life』をリリース。バンドはヨーロッパで数回ライブを行ったが、11月にベースのトムソンが脱退を表明した。しかし翌2020年2月には、サンポ・アクセルソン(Sampo Axelsson) (From The Sky, ex- グレン・ヒューズ, Crawley, Lion's Share (band), etc.)が後任ベーシストとして加入した。

## エピソード
- 元来右利きだが、ギターを弾く時は左利き。
- 80年代、ノルウェーのハードロック・バンド、TNT (バンド)に誘われたことがある。[注釈 2]
- 1986年頃に、プロのヴォイストレーニングを短期間受講し、それから彼の声は劇的に変化し、強く良く通るようになった。
- スウェーデンの70年代トリビュートバンド、Highway Starsに参加していたことがある。ステージには派手なカツラや衣装を身につけて、「状況に応じてはJudas PriestからElton Johnまで」歌っていた。[1]
- YesやGenesis、Camel等のプログレッシブ・ロックだけでなく、Deep Purple、Led Zeppelin、The Faces、UFO、Van Halenなどハードロックからも強く影響を受けているが、特にThin LizzyとQueenのファンであることを公言している。HFMCの3rd『HFMC』に収録されている”Genius”はフレディ・マーキュリーに捧げられた曲。
- 一男一女の父。娘のサッカーチームのコーチを務めていた経験がある。
- 猫を飼っている。2025年1月から2匹のサイベリアンを飼い始めた。名前はSelma（♀）とSune（♂）。以前飼っていたThomas O’Malley（ノルウェージャン・フォレスト・キャット）は2024年夏頃に死去。

## ディスコグラフィ
Spellbound
- Breaking the Spell (1984)
- Rockin’ Reckless (1985)
- Spellbound (1997) -unreleased songs compilation

Solid Blue
- Vol. III (1994)

The Flower Kings
(album)
- 『スターダスト・ウィ・アー』 - Stardust We Are (1997)
- 『フラワー・パワー』 - Flower Power (1999)
- 『スペース・リヴォルヴァー』 - Space Revolver (2000)
- 『レインメーカー』 - The Rainmaker (2001)
- 『アンフォールド・ザ・フューチャー』 - Unfold the Future (2002)
- 『アダム&イヴ』 - Adam & Eve (2004)
- 『パラドクス・ホテル』 - Paradox Hotel (2006)
- 『ザ・サム・オヴ・ノー・イーヴル』 - The Sum of No Evil (2007)
- 『バンクス・オヴ・エデン』 - Banks of Eden (2012)
- 『デソレーション・ローズ』 - Desolation Rose (2013)
- 『ウェイティング・フォー・ミラクルズ』 - Waiting for Miracles (2019)
- 『アイランズ』 - Islands (2020)
- 『バイ・ロイヤル・ディクリー』 - By Royal Decree (2022)
- 『ルック・アット・ユー・ナウ』- Look At You Now（2023）
- Love (2025)

(Live Album)
- 『アライヴ・オン・プラネット・アース』 - Alive on Planet Earth (2000)
- 『ミート・ザ・フラワー・キングス』 - Meet the Flower Kings (2003)
- 『インスタント・デリヴァリー』 - Instant Delivery (2006)
- Live in Europe 2023 (2024)

(DVD)
- Meet the Flower Kings (2003)
- Instant Delivery (2006)

Hasse Fröberg and Musical Companion (HFMC)
(album)
- FuturePast (2010)
- Powerplay (2012)
- HFMC (2015)
- Parallel Life (2019)
- We Are The Truth (2021)
- Eternal Snapshots (2024)

(DVD)
- No Place Like Home (2017)

その他
- Barrelhouse - Far Away / Come on Down (1979)
- Swedish Metal Aid - Give A Helpin' Hand (1985) - Spellboundとして参加
- Stolt - Ring of Light (1991)
- Zia Lindberg - Zaniness (1993)
- Roine Stolt - 『ザ・フラワー・キング』 - The Flower King (1994)
- The Flower Kings - Retropolis (1996)
- Orange - Let It All Out (2002)
- Various Artists For The People Of Japan - Strength  (2011) - 東日本大震災のためのチャリティーアルバム。HFMCは"Above"を提供。
- Roine Stolt's The Flower King - Manifesto Of An Alchemist (2018)
- United Progressive Fraternity - Planetary Overload Part 1: Loss (2019)
- United Progressive Fraternity - Planetary Overload Part 2: Hope (2023)